# Úhlová bruska

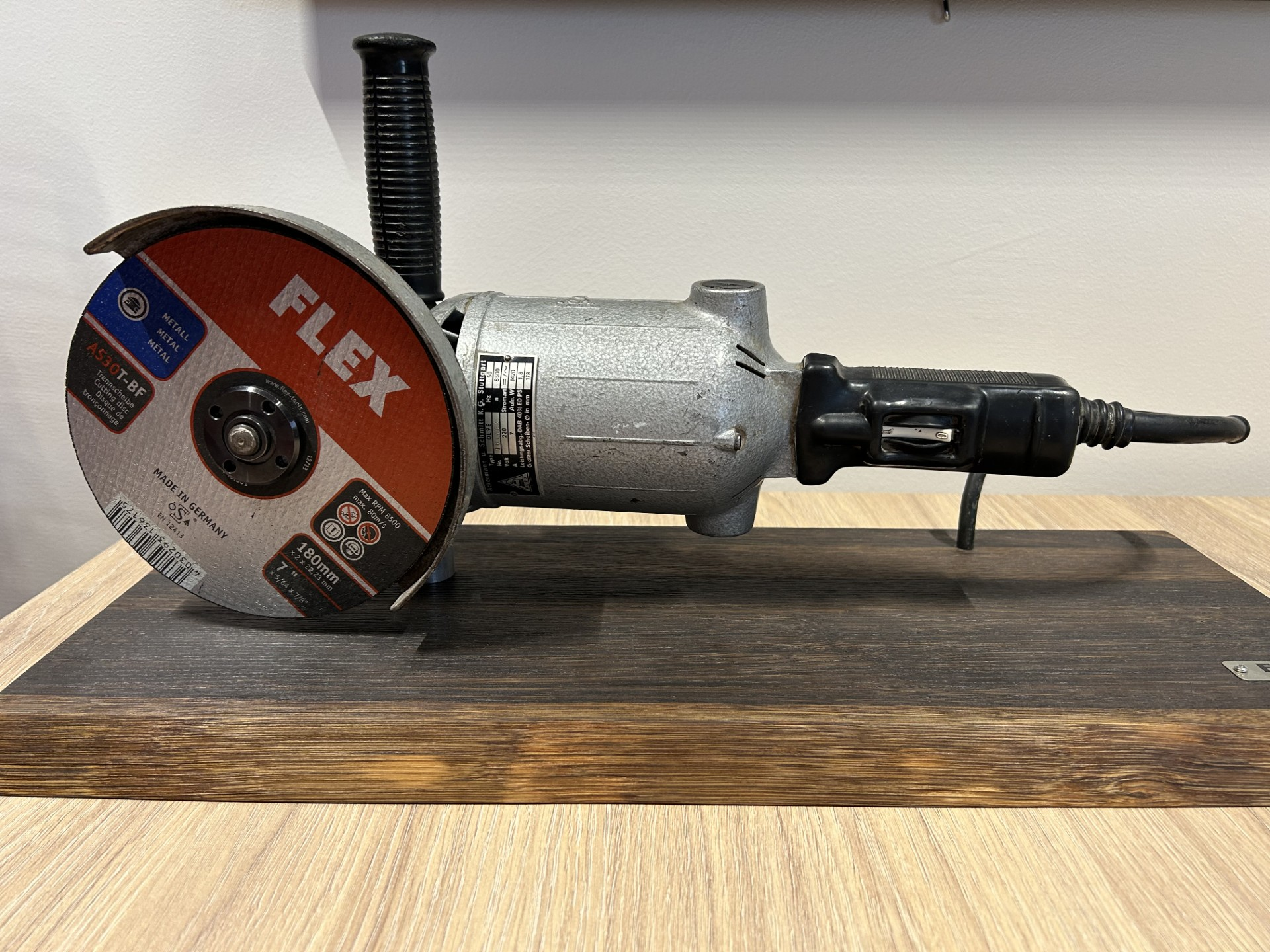
Úhlová bruska DL 9E (historický stroj vystavený v dceřiné společnosti FLEX-Elektronářadí)

Úhlová bruska je ruční pracovní nářadí poháněné elektrickým nebo benzínovým motorem nebo stlačeným vzduchem, pohánějící rychle rotující nástroj (například řezný kotouč). Označení úhlová je dáno tím, že je osa kotouče v pravém úhlu k tělu nástroje. V současnosti jsou na trhu i akumulátorové brusky. Často používaným označením pro úhlovou brusku je flexa. 
Toto označení pochází z obchodního označení „Flex“ použitého na konci dvacátých let společností Ackerman & Schmitt pro první úhlovou brusku. Stejná společnost uvedla v roce 1954 i první vysokootáčkovou úhlovou brusku pod označením DL 9 a v roce 1996 změnila svůj název na FLEX.

## Použití
Používá se k dělení různých materiálů, k broušení a leštění jejich povrchů, ale i k odrezování a odstraňování barev, nebo plošnému opracování dřeva. Větší benzínové typy používají také hasiči.

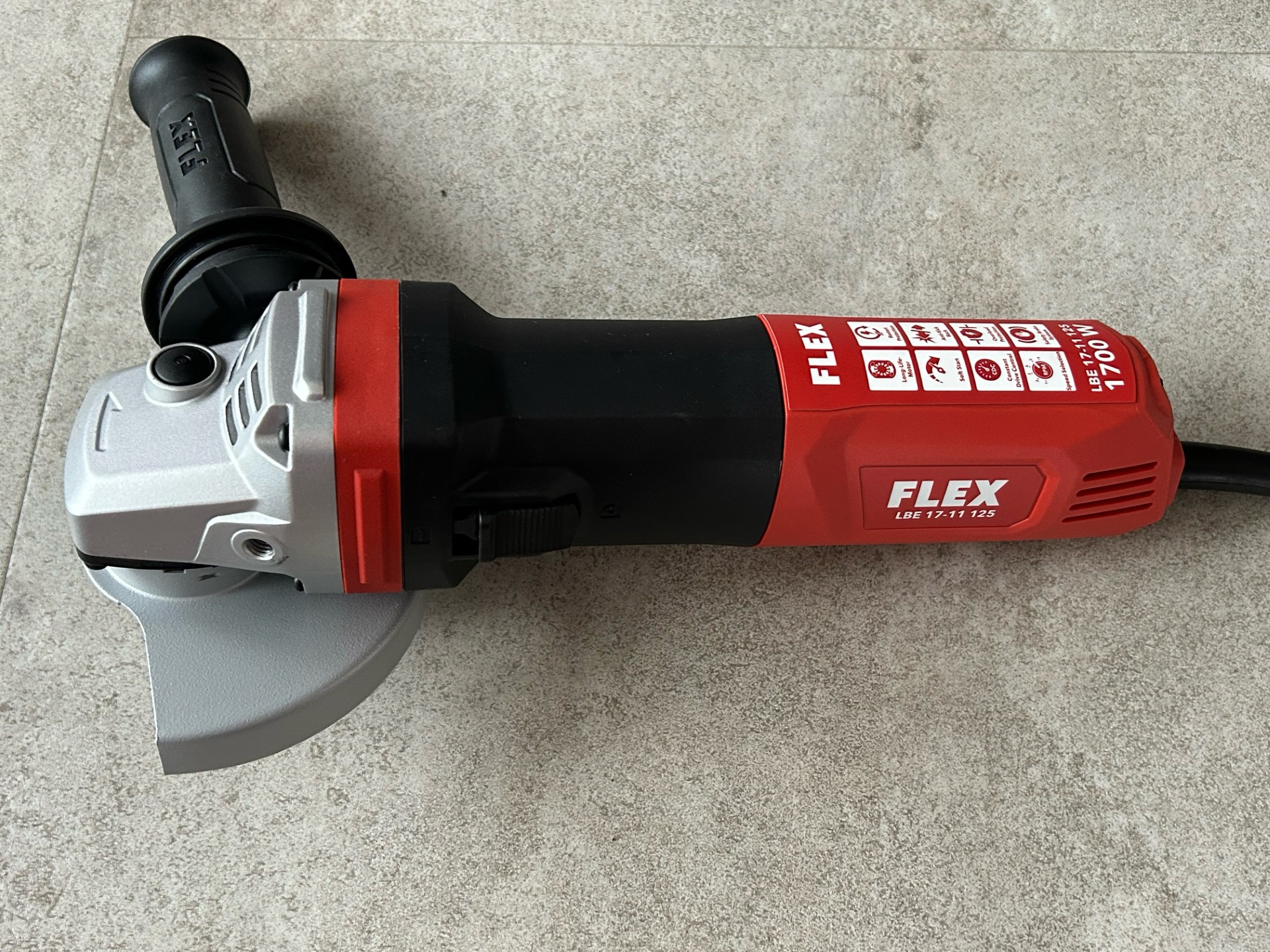
FLEX - úhlová bruska (LBE 17-11 125)

### Výběr brusky podle užití
Na různé činnosti jsou vhodné rozdílné průměry kotoučů a brusek.
- 100–125 mm – začišťování krycích svarů a práce ve špatně dostupných a stísněných prostorech nebo práce „jednou rukou“

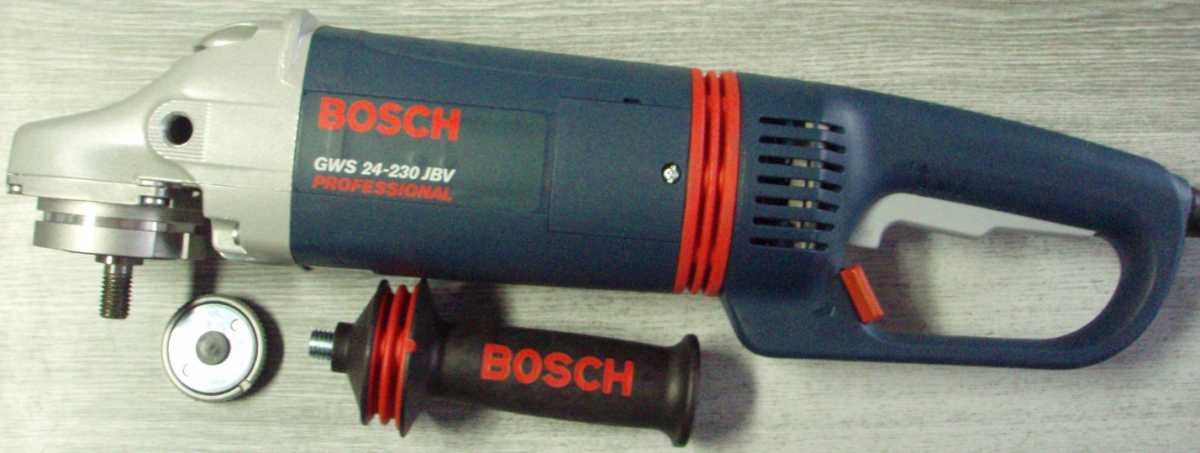
Úhlová bruska Bosch pro kotouče 230 mm

- Úhlová bruska Bosch pro kotouče 230 mm150–180 mm – řezání, broušení a čištění větších ploch
- 230 mm – řezání silných materiálů (traverzy, obrubníky), užití při demolicích apod.

## Používané nástroje

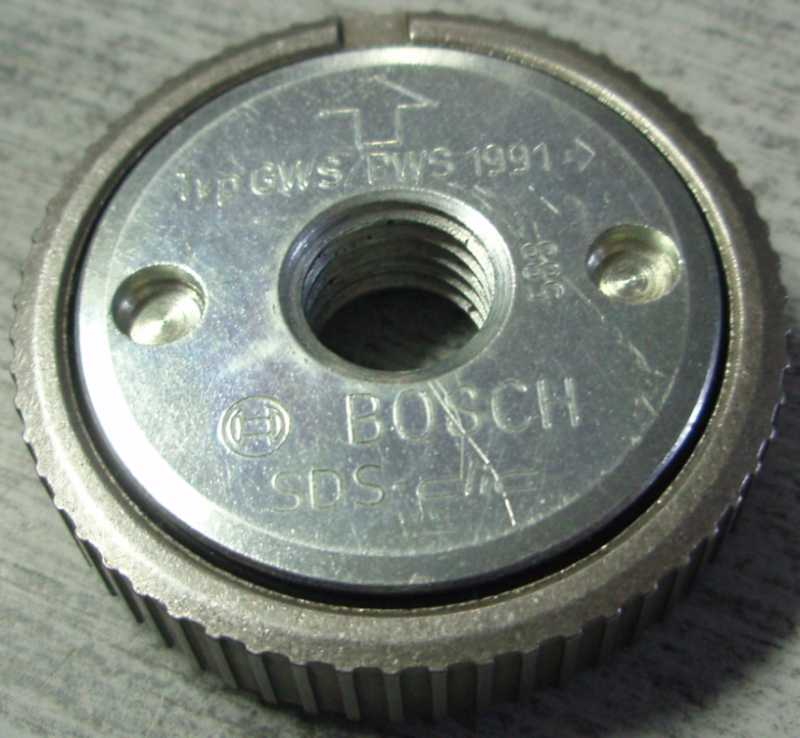
Rychloupínací matice SDS Clic

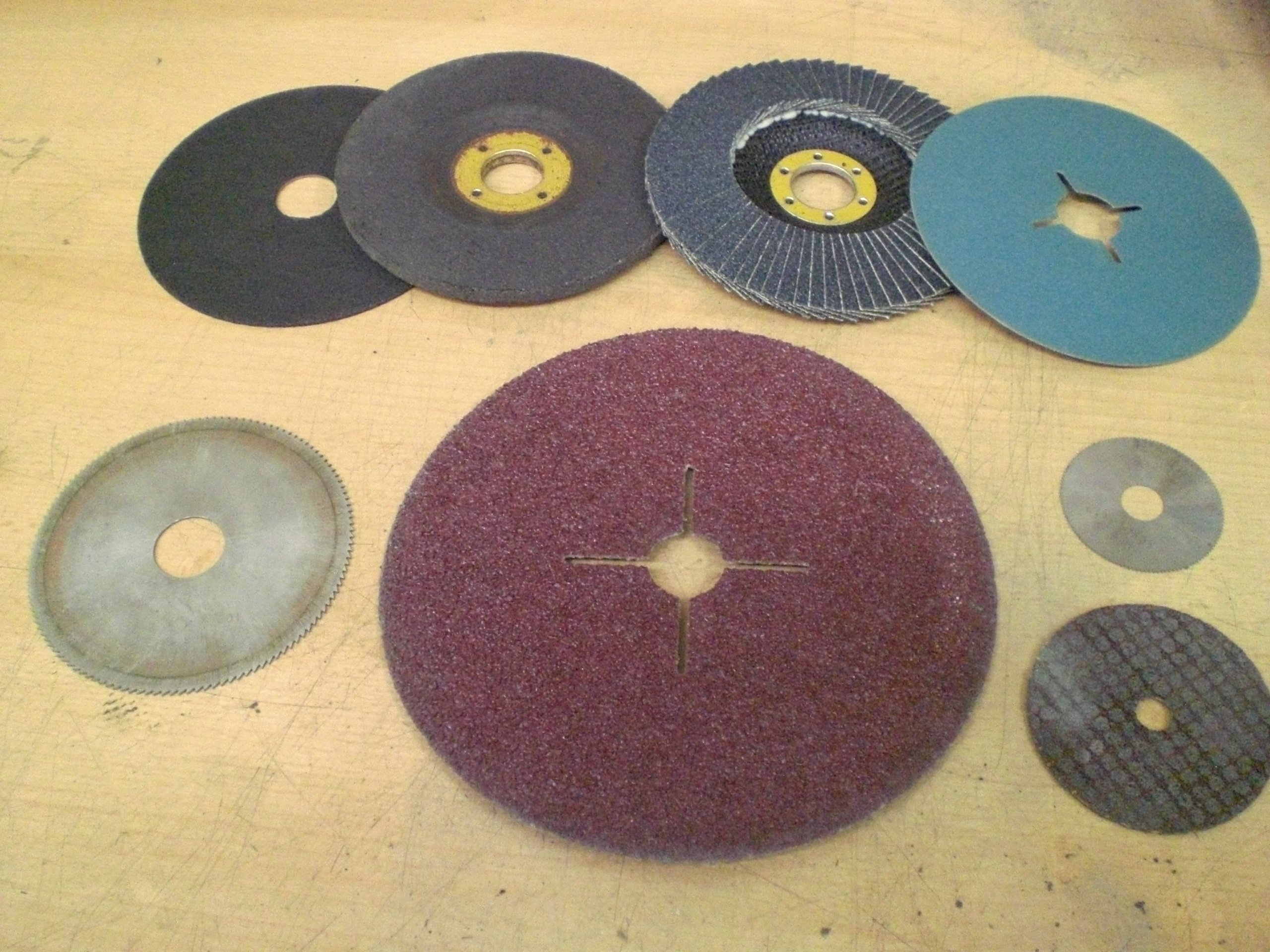
Různé druhy kotoučů

Podle druhu brusky se běžně používají různé průměry kotoučů: průměr 100 mm, 115 mm, 125 mm, 150 mm, 180 mm a 230 mm. Větší benzínové brusky používají kotouč o průměrech 250, 300 a 350 mm. Otáčky strojů dosahují až 12 000 za minutu. K upínání nástrojů na vřeteno slouží upínací příruba a matice. Matice může být utahována speciálním klíčem nebo jen ručně (systém SDS, FastFix). Rozměr upínacího otvoru kotoučů je nejčastěji 22,2 mm (u velkých kotoučů se používá 25,4 mm, nebo 30, 40 mm).
- Řezný kotouč – slouží dělení oceli, nerez oceli, litiny, přírodního kamene, ale také plastů a dřeva. Vyrábí se v různých provedeních podle druhu materiálu, šířka kotouče může být od 0,8 mm do 4 mm.
- Brusný kotouč – brousí se jím povrchy, odbrušují svary. Síla kotoučů je nejčastěji 6 až 7, výjimečně 10 mm.
- Diamantový kotouč – k řezání stavebních materiálů, cihel, betonu, asfaltu nebo dlaždic. Existují kotouče celoobvodové, segmentové a brusné.
- Lamelový kotouč – je skládaný z obdélníků brusného plátna na podložce, slouží k broušení barev z kovu i dřeva, k strukturování povrchů.

Vyrábí se celá řada dalších nástrojů, jako například fíbrové kotouče, hrncové kotouče z ocelových drátů, copánkové kotouče nebo kotouče se suchým zipem pro brusné plátno (nebo leštící povlak a jehněčí rouno). Stejně tak existují různé druhy nástrojů pro opracování dřeva, od řezných kotoučů, kotoučů s pilovým řetězem po rotační rašple.

## Bezpečnost práce
Úhlová bruska je všestranně využitelným, ale také nebezpečným nářadím. Při práci bez ochranných brýlí hrozí vysoké riziko úrazu nebo poškození zraku při vlétnutí jisker (třísek) do očí. S úhlovou bruskou by se rovněž nemělo pracovat nad úrovní očí.
Při broušení nebo řezání kamene, keramiky nebo cihel hrozí poškození brusky. Bruska do sebe vtahuje vzduch (a tedy i prach), kterým se chladí. Výrobci se problémům s prachem snaží bránit pancéřováním (bandážováním) kotvy, ale i statoru a dalšími opatřeními, jako jsou například speciální vzduchové filtry zajišťující ochranu před vnikem hrubých nečistot do motorového prostoru.
Vhodnou alternativou při řezání dlaždic nebo zámkové dlažby může být užití stolní pily s příslušným kotoučem, kdy je možno užít také chlazení vodou.